# ماندلبروت
ماندلبروت، نان ماندل (انگلیسی: Mandelbrot) یک نوع کلوچه در آشپزی یهودی است که مابین یهودیان اشکنازی در شرق اروپا محبوبیت دارد. مواد تشکیل دهنده آن بسیار متفاوت است ولی معمولاً از بادام، مغز گردو، دارچین، شکلات چیپ، میوه آب‌نباتی در تهیه آن استفاده می‌شود.